# معاملة المثليين في فيتنام
يواجه الأشخاص من المثليين والمثليات ومزدوجي التوجه الجنسي والمتحولين جنسياً (اختصاراً: مجتمع الميم) في فيتنام تحديات قانونية واجتماعية لا يواجهها غيرهم من المغايرين جنسيا. يعتبر النشاط الجنسي بين الرجال وبين النساء في فيتنام قانونيا، ولم يتم تجريمه أبدا في تاريخ البلاد. لا يقدر الشركاء والأزواج المثليون على الزواج أو التبني، كما أن المنازل التي يعيش فيها الشركاء المثليون غير مؤهلة للحصول على نفس الحماية القانونية المتاحة للأزواج المغايرين. على الرغم من أن المثلية الجنسية يعتبر من التابوهات عمومًا، إلا أن الوعي بحقوق المثليين قد ارتفع خلال القرن الحادي والعشرين. ومع ذلك، فإن تقارير التمييز ضد مجتمع الميم موجودة، حيث أبلغ حوالي 20% من الأفراد من مجتمع الميم عن تعرضهم للضرب على أيدي أفراد الأسرة عند إعلانهم عن توجههم الجنسي.
نُظِّمت مسيرة فخر المثليين الأولى في فيتنام بسلام في هانوي في 5 أغسطس 2012. ومنذ ذلك الحين، تُعقد مسيرات الفخر سنويًا في أكثر من 35 من المدن والمقاطعات اللاخرى.
في نوفمبر تشرين الثاني عام 2016، كانت كل من فيتنام، كوريا الجنوبية، اليابان، والفلبين، إسرائيل، تايلاند، تيمور الشرقية، نيبال، جورجيا، تركيا، سريلانكا ومنغوليا الدول الآسيوية الوحيدة في الأمم المتحدة التي صوتت لصالح تعيين خبير مستقلة لرفع الوعي بالتمييز الذي يواجه مجتمع الميم ولإيجاد طرق لحمايتهم بشكل صحيح. كانت المجموعة الأفريقية تحتج على إنشاء المنصب الجديد.

## قانونية النشاط الجنسي المثلي
لا يعتبر النشاط الجنسي المثلي جريمة جنائية. في الواقع، يعتقد الكثير من المؤرخين أن المثلية الجنسية لم يتم التطرق إليه في القانون الجنائي للأمة. يشير قانون العقوبات إلى أن السن القانونية للنشاط الجنسي في فيتنام يبلغ 16 عامًا بغض النظر عن الجندر أو التوجه الجنسي.

## الاعتراف القانوني بالعلاقات المثلية
في يوليو 2012، أعلن وزير العدل الفيتنامي أن الحكومة بدأت مشاورات حول ما إذا كان يجب تقنين زواج المثليين. في يونيو 2013، قدمت وزارة العدل مشروع قانون يلغي الحظر المفروض على زواج المثليين، الذي صدر في عام 1992، من قانون الزواج والأسرة (بالفيتنامية: Luật Hôn nhân và Gia đình)‏ ويوفر بعض الحقوق للشركاء المثليين المتعايشين. ناقشته الجمعية الوطنية في أكتوبر 2013.
في 24 سبتمبر 2013، أصدرت الحكومة مرسومًا بإلغاء الغرامات المفروضة على زواج المثليين. دخل المرسوم حيز التنفيذ في 11 نوفمبر 2013.
في نوفمبر 2013، ألغى البرلمان الحكم الدستوري الذي يحدد الزواج باعتباره اتحادًا بين رجل وامرأة.
في 27 أيار/مايو 2014، ألغت لجنة الشؤون الاجتماعية التابعة للجمعية الوطنية الأحكام التي تمنح الوضع القانوني وبعض الحقوق للشركاء المثليين المتساكنين من مشروع القانون المقدم من وزارة العدل. أقرت الجمعية الوطنية مشروع القانون في 19 يونيو 2014. في 1 يناير 2015، دخلت التعديلات على قانون الزواج والأسرة حيز التنفيذ رسميًا. ينص على أنه بينما تسمح فيتنام بحفلات زواج المثليين، فإنها لن تقدم اعترافًا قانونيًا أو حماية قانونية للعلاقات المثلية. على الرغم من القيود، فإن مجتمع الميم الفيتنامي متفائل بأن هذا التشريع الأخير هو نقطة انطلاق مهمة. صرح جيمي جيلين، باحث في علم الاجتماع بجامعة سنغافورة الوطنية، بأن الاسترخاء في قوانين فيتنام يتناقض مع جيران فيتنام مثل سنغافورة. يحظر جيران فيتنام زواج المثليين ولايزال بعضها يجرم المثلية الجنسية. من المقدر أن تجتذب هذه السياسات المريحة إيرادات السياحة حيث تحاول فيتنام الترويج لأنفسها كمجتمع تسامح وودي.

## الهوية الجندرية والتعبير عنها

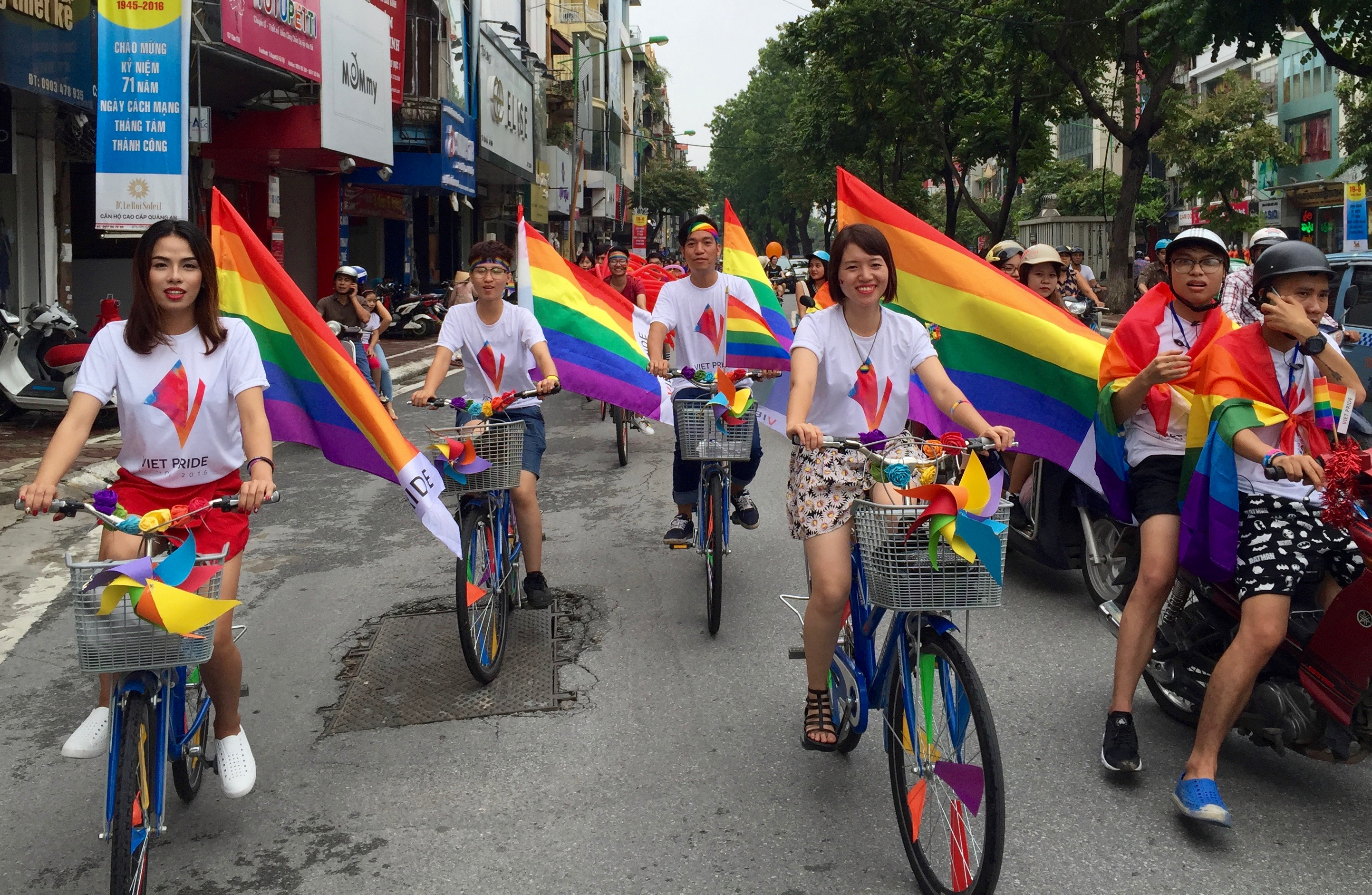
بعض المشاركين في فخر فيتنام 2016

في عام 2017، تشير إحصائيات وزارة الصحة إلى أن عدد المتحولين جنسياً في فيتنام يتراوح بين 270,000 و 300,000 شخص. ومع ذلك، في مارس 2019، وجدت دراسة استقصائية أجرتها جمعيات المتحولين جنسيا المحلية أن هناك ما يقرب من 500,000 من المتحولين جنسيا في البلاد.
كشفت دراسة أجريت عام 2018 أن 67.5% من المتحولين جنسياً الذين شملهم الاستطلاع عانوا من مشاكل نفسية وأن حوالي 60% حاولوا الانتحار، وأن 23% منهم أجبروا على ممارسة الجنس مع الآخرين، و 16% عانوا من العنف الجنسي، وأن 83% عانوا من الإذلال.
في 24 نوفمبر 2015، أقرت فيتنام قانونًا تاريخيًا بأغلبية 282 صوتًا مقابل 84 صوتًا، ينص على حقوق الأشخاص المتحولين جنسياً في خطوة تقول منظنات المثليين إنها تمهد الطريق لجراحة إعادة تحديد الجنس. كانت مثل هذه العمليات غير قانونية في السابق، مما أجبر الناس على السفر إلى تايلاند المجاورة لإجراء العملية الجراحية. يسمح التشريع لأولئك الذين خضعوا لجراحة إعادة تحديد الجنس بالتسجيل تحت جنسهم المفضل. دخل القانون حيز التنفيذ في يناير 2017.
ومع ذلك، لكي يتم تنفيذ ذلك القانون، يجب إقرار «مشروع قانون تأكيد الجندر». يغطي مشروع القانون هذا متطلبات المتقدمين لتغيير الجنس والمتطلبات لأولئك الذين يقومون بها. في نوفمبر 2018، أثناء حديثه في حدث لحقوق المتحولين جنسياً، أعلن اتحاد فيتنام لرابطات العلوم والتكنولوجيا ونغوين هوي كوانغ، رئيس قسم التشريعات في وزارة الصحة أن الجمعية الوطنية الفيتنامية من المتوقع أن تناقش مشروع القانون بحلول عام 2020.

## الخدمة العسكرية
في فيتنام، يمكن للمرء أن يخدم في القوات المسلحة بغض النظر عن توجهه الجنسي. الخدمة العسكرية إلزامية للرجال من سن 18 عامًا، في حين أنه يمكم للنساء التطوع.

## الرأي العام
في عام 2001، وجد استطلاع للرأي أن 82% من الفيتناميين يعتقدون أن المثلية الجنسية «غير مقبولة على الإطلاق».
في عام 2007، أجرت جامعة آيس سي أم سي للبيداغوجيا استطلاعًا ل300 تلميذ في ثلاث مدارس ثانوية واكتشفت أن 80% من التلاميذ أجابوا بـ «لا» عندما سئلوا، «هل المثلية الجنسية أمر سيئ؟»
أشار استطلاع للرأي أجري في مارس 2014 إلى أن 53% من الفيتناميين كانوا ضد زواج المثليين.
أظهر استطلاع للرأي تم إجراؤه في أكتوبر 2016 أن عددًا كبيرًا من الفيتناميين (45%) أيدوا تقنين زواج المثليين، في حين عارضه 25% وأجاب 30% «لا أعرف».

## ظروف الحياة

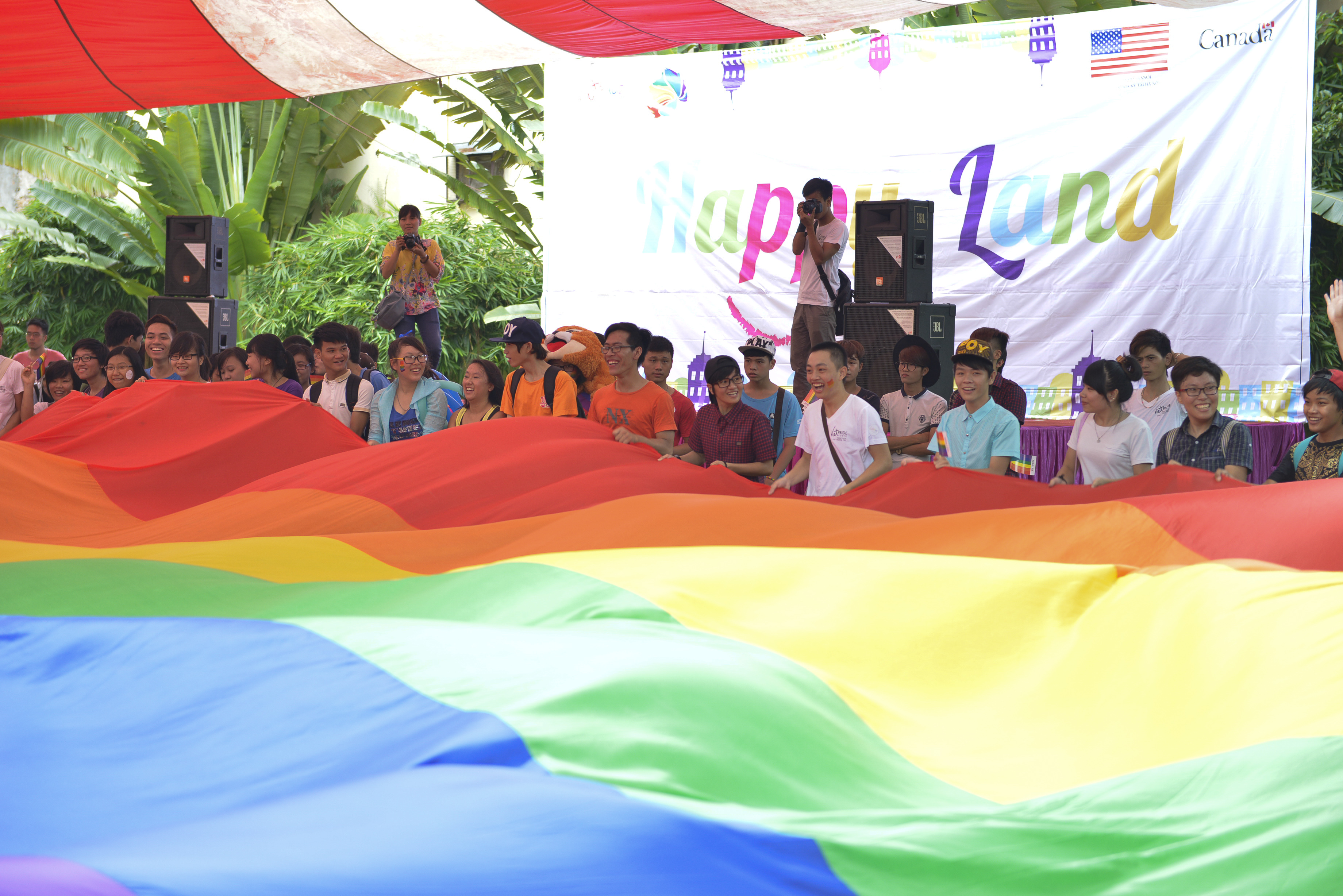
بعض المشاركين في فخر فيتنام لعام 2014

في عام 2000، كانت رواية صحفية الإجرام بوي آنه تان بعنوان «عالم بلا نساء» (بالفيتنامية: Một Thế Giới Không Có Đàn Bà)‏ أول كتاب فيتنامي يتحظث على نطاق واسع عن المثليين. في عام 2007، تحولت القصة إلى مسلسل تلفزيوني.
في عام 2002، أعلنت وسائل الإعلام التي تديرها الحكومة أن المثلية الجنسية «شر اجتماعي» يمكن مقارنته بالبغاء والمقامرة وتعاطي المخدرات بصورة غير مشروعة ووعدت بأن يتم إصدار تشريع للسماح للحكومة بمكافحة المثلية الجنسية واعتقال الشركاء المثليين. تحدثت منشورات مثل «ذي غوي فو نو» (بالفيتنامية: Thế Giới Phụ Nữ)‏ وتييب ثي & غيا دينه (بالفيتنامية: Tiếp thị & Gia đình)‏ عن المثلية الجنسية باعتبارها مرضًا و «سلوكًا منحرفًا يتعارض مع الأخلاق وعادات فيتنام المحترمة». في نوفمبر 2002، نشرت صحيفة الشباب الشيوعي قصة عن المثلية الجنسية ذكرت أن «بعض الناس يولدون مثليين، تماماً كما يولد بعض الناس أعسرين».
في عام 2009، أصبحت «فام لي غوينه ترام» (بالفيتنامية: Pham Le Quynh Tram)‏ أول امرأة متحولة جنسيًا تُعترف بها قانونيًا من قبل السلطات الفيتنامية كامرأة. على هذا النحو، سُمح لها بإعادة تعريف جنسها من ذكر إلى أنثى وتغيير اسمها قانونيًا إلى «فام لي غوينه ترام». ومع ذلك، وفقًا لتقرير صادر عن هافينغتون بوست، تم سحب اعترافها الرسمي على ما يبدو في أواخر يناير 2013.
في سبتمبر 2010، نشرت تووي تري أونلاين، النسخة الإلكترونية من صحيفة تووي تري، رسالة من قارئ يبلغ من العمر 18 عامًا يصف وقته الصعب في التعامل مع عائلته بعد أن اكتشفت أنه مثلي الجنس. تلقت الرسالة المئات من الردود الداعمة من القراء الآخرين الذين قادوا الموقع إلى اختتامه بمقابلة مع الدكتور هوينه فان سون، عميد علم النفس، في جامعة مدينة هو تشي منه التربوية. لأول مرة، وافقت إحدى وسائل الإعلام الرسمية على أن «المثلية الجنسية أمر طبيعي». في 29 نوفمبر، عقد أول حفل زواج المثليين أجنبي في هانوي بين ياباني وأيرلندي. أثار حفل الزفاف الكثير من الاهتمام لمجتمع المثليين والمثليات في فيتنام.
في 5 آب/أغسطس 2012، نُظّمت أول مسيرة فخر المثليين في فيتنام في هانوي، حيث عبر المشاركون عن دعمهم لحقوق المساواة في الزواج للأشخاص المثليين.
في عام 2013، أنتج صانع الأفلام الفيتنامي دانغ كوا مسلسلا هزليا بعنوان «أعز أصدقائي المثليين». تم نشر المسلسل على موقع يوتيوب حيث أن القنوات الفيتناميين كانت متردة في بث الحلقات. أراد كوا إنشاء العرض لكسر الصور النمطية الكاريكاتورية عن المثلية الجنسية.
رحلة مدام فونغ الأخيرة (بالإنجليزية: Madam Phung's Last Journey)‏ (2014) هو فيلم وثائقي حائز على عدة جوائز يتحدث عن فرقة تتكون من مغنين متحولين جنسيا من إخراج ثام نجوين ثي. قوبل الفيلم بنجاح دولي وتقييم جيد من النقاد.
العثور على فونغ (بالإنجليزية: Finding Phong)‏ (2017) هو فيلم وثائقي حائز على جائزة حول فتاة فيتنامية متحولة جنسياً، من إخراج ترام فوونغ ثاو وسوان دوبوس.
كشفت دراسة أجريت عام 2015 أن حوالي 44% من الطلاب من مجتمع الميم الفيتناميين الذين تتراوح أعمارهم بين 14 و 22 عامًا يواجهون وصمة العار والتمييز والعنف بسبب توجههم الجنسي. وجدت دراسة أخرى أجرتها اليونسكو في عام 2015 أن 19% من الطلاب يعتقدون أن التنمر ضد الطلاب من مجتمع الميم غير ضار، وأن 70% من أولياء الأمور الذين تم استطلاع آرائهم في هانوي قالوا إنهم لن يسمحوا لأطفالهم بالتحدث مع الطلاب المثليين، وأن بعض الآباء يعتقدون أنه يمكن أن يساعد علاج التحويل على «علاج» أطفالهم المثليين.
كان السفير الأمريكي السابق في فيتنام، تيد أوسيوس، مثلي الجنس علنا ومعروفًا بدعمه لحقوق المثليين في فيتنام، وحضر العديد من مسيرات الفخر مع زوجه.
من 18 سبتمبر 2017 إلى 24 سبتمبر 2017، عقدت فيتنام فخر هانوي للعام الخامس على التوالي. استضاف هذا الحدث الآلاف من الناس، مقارنة بحوالي 100 شخص فقط في مسيرة الفخر الأولى. حضرت الدراغ كوين الأيرلندية، بانتي بليس، الحدث. تم عقد مسيرة فخر هانوي السادسة في نوفمبر 2018، وشهد مشاركة أكثر من 1000 شخص. يشمل العرض بشكل فريد تجول المؤيدين والمشاركين بدراجاتهم للقيام بحملات من أجل حقوق المتحولين جنسياً وزواج المثليين في البلاد. تقام أكثر من 35 مناسبة مماثلة كل عام في جميع أنحاء فيتنام، بما في ذلك في مدن هايفونغ، تانه هوا، دا نانغ، كوي نون، نها ترانغ، فنغ تاو، مدينة هو تشي منه وكان تو. تم بث الأحداث حتى من قبل قنوات فيتنام التلفزيونية مثل في تي في 4 وفي تي في 6 وفي تي في 9.

### فيروس نقص المناعة البشرية/الإيدز
في عام 2006، سنت الحكومة تشريعات لحماية المواطنين المصابين بفيروس نقص المناعة البشرية والأشخاص الذي يعيشون مع فيروس نقص المناعة البشرية من التمييز، ويتم توفير الرعاية الصحية مجانًا لجميع المواطنين الفيتناميين.

## ملخص
| قانونية النشاط الجنسي المثلي                                                                  | (كان دوما قانونيا) |
| المساواة في السن القانوني للنشاط الجنسي                                                       | (كان دوما قانونيا) |
| قوانين مكافحة التمييز في التوظيف                                                              | No                 |
| قوانين مكافحة التمييز في توفير السلع والخدمات                                                 | No                 |
| قوانين مكافحة التمييز في جميع المجالات الأخرى (تتضمن التمييز غير المباشر، خطاب الكراهية)      | No                 |
| قوانين مكافحة أشكال التمييز المعنية بالهوية الجندرية                                          | No                 |
| زواج المثليين                                                                                 | No                 |
| الاعتراف القانوني بالعلاقات المثلية                                                           | No                 |
| تبني أحد الشريكين للطفل البيولوجي للشريك الآخر                                                | No                 |
| التبني المشترك للأزواج المثليين                                                               | No                 |
| يسمح للمثليين والمثليات ومزدوجي التوجه الجنسي والمتحولين جنسيا بالخدمة علناً في القوات المسلحة | Yes                |
| الحق في إجراء جراحة إعادة تحديد الجنس                                                         | (في الانتظار)      |
| الحق بتغيير الجنس القانوني                                                                    | (في الانتظار)      |
| علاج التحويل محظور على القاصرين                                                               | No                 |
| الحصول على أطفال أنابيب للمثليات                                                              | No                 |
| الأمومة التلقائية للطفل بعد الولادة                                                           | No                 |
| تأجير الأرحام التجاري للأزواج المثليين من الذكور                                              | No                 |
| السماح للرجال الذين مارسوا الجنس الشرجي التبرع بالدم                                          | [ 65 ]             |